# Midland (Pennsylvania)
Midland is een plaats (borough) in de Amerikaanse staat Pennsylvania, en valt bestuurlijk gezien onder Beaver County.

## Demografie
Bij de volkstelling in 2000 werd het aantal inwoners vastgesteld op 3137. In 2006 is het aantal inwoners door het United States Census Bureau geschat op 2926, een daling van 211 (-6,7%).

## Geografie
Volgens het United States Census Bureau beslaat de plaats een oppervlakte van 5,7 km², waarvan 5,3 km² land en 0,4 km² water. Midland ligt op ongeveer 246 m boven zeeniveau.

## Plaatsen in de nabije omgeving
De onderstaande figuur toont nabijgelegen plaatsen in een straal van 8 km rond Midland.